# Heilbad Silbertal

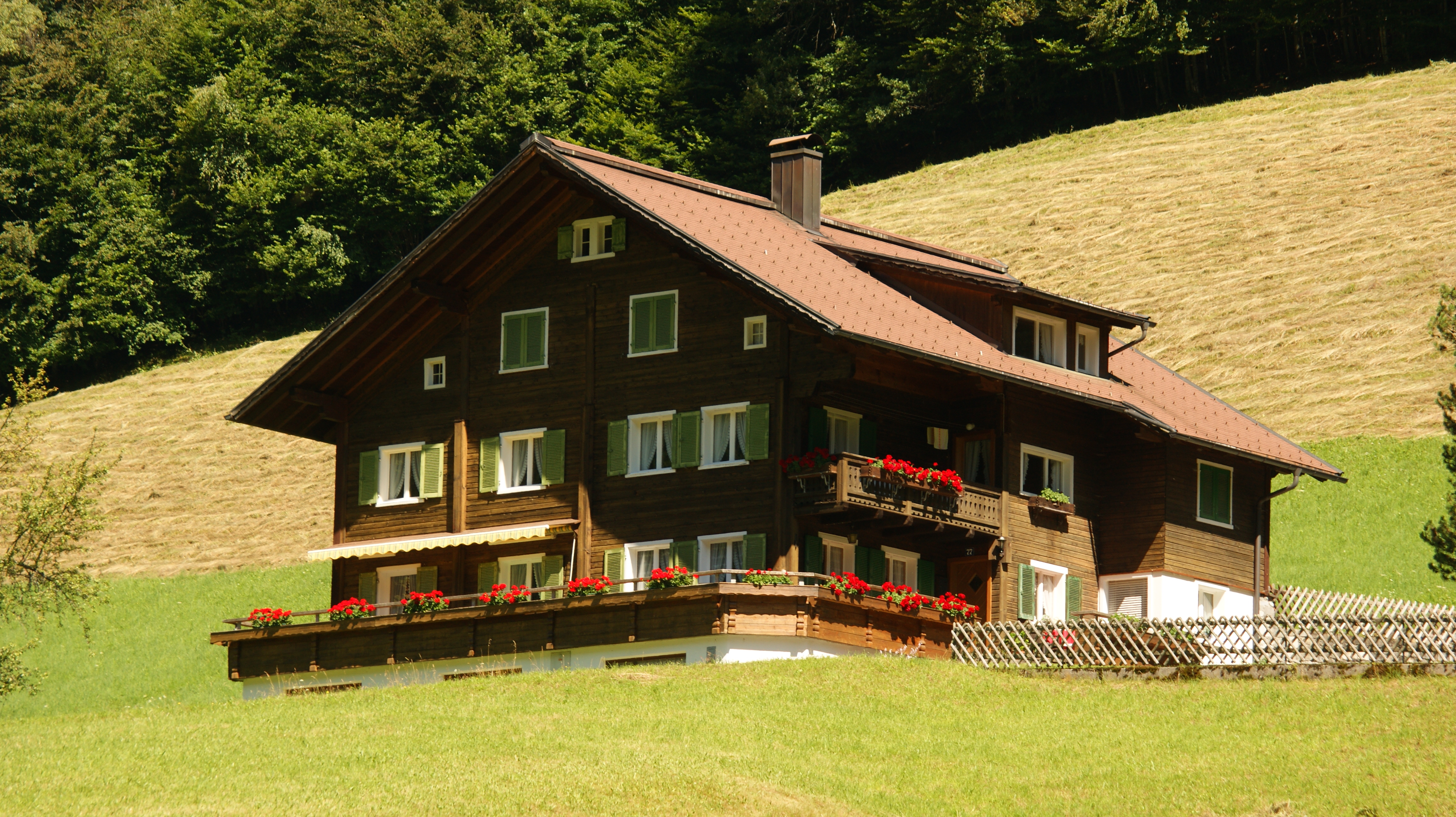
Das ehemalige Bad ist heute ein hübsches Wohnhaus

Das Heilbad im Silbertal (etwa 900 m ü. A.) war ein in der Gemeinde Silbertal in Vorarlberg, Österreich liegendes Heilbad in der Parzelle „Bädli“ im Ortsteil Außertal des Ortes Silbertal.

## Geschichte
Der Beginn der Nutzung der Heilquelle im Silbertal, im Ortsteil Außertal, ist nicht bekannt. Indirekt wird das Bad auch in der Emser Chronik von 1616 erwähnt. Der Betreiber des Bades, Ulrich Loretz, beauftragte den Stadtarzt von Feldkirch mit einer Analyse des Heilbadewassers. Das Ergebnis wurde 1687 in dem Büchlein Kurze Beschreibung der Gelegenheit und des Ursprungs des silberthalischen Heilbrunnens und Bads veröffentlicht.
Wann der Badebetrieb eingestellt wurde, ist nicht bekannt. 1905 wurde das Bad jedenfalls aufgelassen.

## Badebetrieb und Heilquelle
Bei der verwendeten Heilquelle handelte es sich um eine kalte eisenhaltige Schwefelquelle (ähnlich der Quellen beim Tilisunabad in Tschagguns), möglicherweise mit Kupferbeimischungen. Höhepunkt der Nutzung der Heilquelle lag im 17. Jahrhundert, wobei es weitgehend nur regionale Bedeutung erlangte.
In Eduard Jos Kochs Abhandlung aus dem Jahr 1843: „Abhandlung über Mineralquellen in allgemein wissenschaftlicher Beziehung und Beschreibung aller in der Oesterreichischen Monarchie bekannten Bäder und Gesundbrunnen“, findet das Bad keine Erwähnung mehr. Josef Zehenter erwähnt das Bad im Silbertal in Mineralquellen Vorarlbergs, 1895 und vermerkt hierzu, dass die Badeanstalt früher in Gebrauch gewesen sei.
Das Badhaus ist noch heute erhalten und seit 1905 im Eigentum derselben Familie und als Wohnhaus in Verwendung. Von der früheren Badinstallation ist nichts mehr vorhanden.

## Geographie / Topographie
Neben der Parzelle Bädli im Silbertal liegt das etwa 750 m lange, weitgehend von Nord nach Süd verlaufende, Badtobel. Am Kristberg (Parzelle Trenkhus) entspringt der Bach des Badtobels und mündet bei Gewässerkilometer (GwKm) 5,71 in die Litz. 
Etwa bei GwKm 0,21 des Badtobelbaches liegt das ehemalige Badhaus mit der Haus-Nr. Außertal 77, rund 170 m oberhalb der Landesstraße (L 95) bzw. 100 m oberhalb der Innerbergerstraße (L 94).